# John Farano
John Farano, né le 8 décembre 1959 à Toronto au Canada, est un homme d'affaires et chef d'entreprise canadien, président-directeur général de Tower Events et Tower Scaffold Services Inc.. Il est également un gentleman driver participant à des épreuves d'endurance aux mains de sport-prototypes dans des championnats tels que le Championnat du monde d'endurance,,, le WeatherTech SportsCar Championship, l'European Le Mans Series, l'Asian Le Mans Series et la Michelin Le Mans Cup.

## Palmarès

### Résultats aux24 Heures du Mans
| Année | Écurie                     | Copilotes               | Voiture  | Classe | Tours | Pos. | Class Pos. |
| ----- | -------------------------- | ----------------------- | -------- | ------ | ----- | ---- | ---------- |
| 2019  | RLR M Sport / Tower Events | Arjun Maini Norman Nato | Oreca 07 | LMP2   | 295   | Nc.  | Nc.        |

### Résultats aux24 Heures de Daytona
| Année | Écurie                         | Copilotes                                                  | Voiture                | Classe | Tours | Pos. | Class Pos. |
| ----- | ------------------------------ | ---------------------------------------------------------- | ---------------------- | ------ | ----- | ---- | ---------- |
| 2008  | Blackforest Motorsports        | Carl Jensen John Cloud Boris Said James Bradley            | Ford Mustang           | GT     | 255   | 54e  | 64e        |
| 2009  | AIM Autosport                  | Burt Frisselle Mark Wilkins (en) Alex Figge (en)           | Riley Mk. XX           | DP     | 301   | Abd. | Abd.       |
| 2013  | APR Motorsport LTD.UK          | Matt Bell (en) David Empringham Alex Figge (en) Dave Lacey | Audi R8                | GT     | 667   | 20e  | 12e        |
| 2014  | Scuderia Corsa                 | Rod Randall Ken Wilden David Empringham                    | Ferrari 458 Italia GT3 | GTD    | 645   | 33e  | 14e        |
| 2020  | Tower Motorsport par Starworks | Ryan Dalziel David Heinemeier Hansson Nicolas Lapierre     | Oreca 07               | LMP2   | 798   | 12e  | 4e         |
| 2021  | Tower Motorsport par Starworks | Gabriel Aubry Timothé Buret Matthieu Vaxivière             | Oreca 07               | LMP2   | 787   | 7    | 2e         |
| 2022  | Tower Motorsport               | Rui Andrade Louis Delétraz Ferdinand Habsburg              | Oreca 07               | LMP2   | 751   | 7    | 2e         |

### Résultats enWeatherTech SportsCar Championship
| Année | Écurie                         | Châssis  | Moteur                     | Classe | 1     | 2     | 3     | 4     | 5     | 6     | 7     | 8     | Position | Points |
| ----- | ------------------------------ | -------- | -------------------------- | ------ | ----- | ----- | ----- | ----- | ----- | ----- | ----- | ----- | -------- | ------ |
| 2020  | Tower Motorsport par Starworks | Oreca 07 | Gibson GK428 4,2 L V8 Atmo | LMP2   | DAY 4 | SEB 4 | ELK   | ATL   | ATL 1 | LGA   | SEB 2 |       | 4e       | 95     |
| 2021  | Tower Motorsport par Starworks | Oreca 07 | Gibson GK428 4,2 L V8 Atmo | LMP2   | DAY   | DAY   | SEB 3 | WGL 4 | WGL 3 | ELK 2 | LGA 2 | ATL 1 | 3e       | 2012   |
| 2021  | Tower Motorsport par Starworks | Oreca 07 | Gibson GK428 4,2 L V8 Atmo | LMP2   | Q 3   | R 2   | SEB 3 | WGL 4 | WGL 3 | ELK 2 | LGA 2 | ATL 1 | 3e       | 2012   |
| 2022  | Tower Motorsport par Starworks | Oreca 07 | Gibson GK428 4,2 L V8 Atmo | LMP2   | DAY   | DAY   | SEB 4 | MOH   | WGL   | MOS   | ELK   | ATL   | *        | *      |
| 2022  | Tower Motorsport par Starworks | Oreca 07 | Gibson GK428 4,2 L V8 Atmo | LMP2   | Q 8   | R 3   | SEB 4 | MOH   | WGL   | MOS   | ELK   | ATL   | *        | *      |

* Saison en cours.

### Résultats enEuropean Le Mans Series
| Année | Écurie     | Châssis      | Moteur                      | Classe | 1     | 2        | 3      | 4        | 5      | 6      | Position | Points |
| ----- | ---------- | ------------ | --------------------------- | ------ | ----- | -------- | ------ | -------- | ------ | ------ | -------- | ------ |
| 2017  | RLR Msport | Ligier JS P3 | Nissan VK50VE 5,0 l V8 Atmo | LMP3   | SIL 8 | MON 10   | RBR 8  | LEC 7    | SPA 9  | POR 6  | 13e      | 25     |
| 2018  | RLR Msport | Ligier JS P3 | Nissan VK50VE 5,0 l V8 Atmo | LMP3   | LEC 1 | MON 11   | RBR 1  | SIL 6    | SPA 2  | POR 5  | 1re      | 77.5   |
| 2019  | RLR Msport | Oreca 07     | Gibson GK428 4,2 L V8 Atmo  | LMP2   | LEC 8 | MON Abd. | BAR 13 | SIL Abd. | SPA 14 | POR 15 | 21e      | 5.5    |

### Résultats enAsian Le Mans Series
| Année     | Écurie     | Châssis  | Moteur                      | Classe  | 1     | 2        | 3   | 4   | Points | Classement |
| --------- | ---------- | -------- | --------------------------- | ------- | ----- | -------- | --- | --- | ------ | ---------- |
| 2019-2020 | RLR Msport | Oreca 05 | Nissan VK45DE 4,5 L V8 Atmo | LMP2 Am | SHA 1 | BEN Abd. | SEP | BUR | 5e     | 26         |